# 9505 Лоенгрін
9505 Лоенґрін (9505 Lohengrin) — астероїд головного поясу, відкритий 29 вересня 1973 року.
Тіссеранів параметр щодо Юпітера — 3,184.
Названий на честь героя середньовічного німецького куртуазного епосу кінця XIII, а також героя однойменної опери Вагнера, Лоенгріна.